# Фердінанд (Айдахо)
Фердінанд (англ. Ferdinand — місто в окрузі Айдахо, штаті Айдахо, США. Згідно з переписом 2010 року населення становило 159 осіб, що на 14 осіб більше, ніж 2000 року. Його заснував Ф. М. Бікер 1895 року на південному кінці резервації Нез-перс, невдовзі після того, як цю резервацію відкрили для поселення. Бікер назвав його на честь містечка Фердінанд (штат Індіана), де проживала родина його матері.

## Географія
Фердінанд розташований за координатами 46°9′9″ пн. ш. 116°23′23″ зх. д. / 46.15250° пн. ш. 116.38972° зх. д. (46.152368, -116.389816).  За даними Бюро перепису населення США в 2010 році місто мало площу 0,38 км², уся площа — суходіл. В 2017 році площа становила 0,45 км², уся площа — суходіл.

## Демографія

### Перепис 2010 року
Згідно з переписом 2010 року, у місті проживало 159 осіб у 63 домогосподарствах у складі 47 родин. Густота населення становила 409,3 особи/км². Було 67 помешкань, середня густота яких становила 172,5/км². Расовий склад міста: 93,7 % білих, 0,6 % індіанців, 0,6 % азіатів, 1,3 % інших рас, а також 3,8 % людей, які зараховують себе до двох або більше рас. Іспанці і латиноамериканці незалежно від раси становили 3,8 % населення.
Із 63 домогосподарств 38,1 % мали дітей віком до 18 років, які жили з батьками; 57,1 % були подружжями, які жили разом; 6,3 % мали господиню без чоловіка; 11,1 % мали господаря без дружини і 25,4 % не були родинами. 22,2 % домогосподарств складалися з однієї особи, в тому числі 9,6 % віком 65 і більше років. В середньому на домогосподарство припадало 2,52 мешканця, а середній розмір родини становив 2,87 особи.
Середній вік жителів міста становив 38,5 року. Із них 27 % були віком до 18 років; 5,8 % — від 18 до 24; 27 % від 25 до 44; 27,7 % від 45 до 64 і 12,6 % — 65 років або старші. Статевий склад населення: 55,3 % — чоловіки і 44,7 % — жінки.
Середній дохід на одне домашнє господарство  становив 51 518 доларів США (медіана — 45 625), а середній дохід на одну сім'ю — 57 007 доларів (медіана — 49 821). За межею бідності перебувало 15,6 % осіб, у тому числі 9,7 % дітей у віці до 18 років та 0,0 % осіб у віці 65 років та старших.
Цивільне працевлаштоване населення становило 71 осіб. Основні галузі зайнятості: виробництво — 31,0 %, освіта, охорона здоров'я та соціальна допомога — 15,5 %, транспорт — 12,7 %, роздрібна торгівля — 12,7 %.

### Перепис 2000 року
Згідно з переписом 2000 року, в місті проживало 145 осіб у 60 домогосподарствах у складі 40 родин. Густота населення становила 399,9 особи/км²). Було 67 помешкань, середня густота яких становила 184,8/км². Расовий склад міста: 98,62 % білих, 0,69 % індіанців і 0,69 % двох або більше рас.
Із 60 домогосподарств 36,7 % мали дітей віком до 18 років, які жили з батьками; 55,0 % були подружжями, які жили разом; 6,7 % мали господиню без чоловіка, і 31,7 % не були родинами. 31,7 % домогосподарств складалися з однієї особи, в тому числі 18,3 % віком 65 і більше років. В середньому на домогосподарство припадало 2,42 мешканця, а середній розмір родини становив 3,00 особи.
Віковий склад населення: 30,3 % віком до 18 років, 6,9 % від 18 до 24, 25,5 % від 25 до 44, 21,4 % від 45 до 64 і 15,9 % років і старші. Середній вік жителів — 35 років. Статевий склад населення: 48,3 % — чоловіки і 51,7 % — жінки.
Середній дохід домогосподарств у місті становив US$26 250, родин — $35 625. Середній дохід чоловіків становив $25 750 проти $22 917 у жінок. Дохід на душу населення в місті був $13 513. 2,9 % родин і 9,9 % населення загалом перебували за межею бідності, включаючи 20,0 % віком до 18 років 11,8 % від 65 і старших.